# Ed Litzenberger
Edward C. J. Litzenberger, mais conhecido como Ed Litzenberger (15 de julho de 1932 – Etobicoke, 1 de novembro de 2010) foi um jogador de hóquei no gelo canadense.